# اچ‌ام‌اس هاتسپر (۱۸۲۸)
اچ‌ام‌اس هاتسپر (۱۸۲۸) (به انگلیسی: HMS Hotspur (1828)) یک کشتی بود که طول آن ۱۵۹ فوت (۴۸ متر) بود. این کشتی در سال ۱۸۲۸ ساخته شد.